# Relaciones Croacia-Indonesia
Las relaciones Croacia–Indonesia se establecieron oficialmente el 2 de septiembre de 1992. Croacia ve a Indonesia como una de las naciones influyentes en la ASEAN, y reconoce su potencial como la puerta para entrar en los mercados de la ASEAN. Del mismo modo, Indonesia reconoce también el potencial estratégico de Croacia como la puerta para penetrar en los Balcanes y en el mercado de la Unión Europea. Croacia tiene una embajada en Yakarta, mientras que la embajada de Indonesia en Zagreb se estableció en 2010.

## El comercio
Croacia busca acceder a la Comunidad Económica de la ASEAN en 2015 a través de sus relaciones con Indonesia. Por otro lado, Indonesia ve a Croacia como un puerto potencial para entrar en los Balcanes y al mercado de la Unión Europea, especialmente desde que Croacia se ha unido a la UE en julio de 2013. El volumen del comercio bilateral en 2011 alcanzó los US$67.1 millones de dólares, y la disminución en 2012 a US$30.17 millones de cifras. En cuanto a la balanza comercial bilateral, Indonesia registró un superávit de US$ 8,4 millones en 2012.

## Cooperación
Además del comercio, la cooperación también se expandió a otros sectores, que incluyen la economía y la técnica, la defensa a través de cooperación de la industria militar, la educación a través de la cooperación universitaria entre Indonesia y Croacia.